# 1483
Évszázadok: 14. század – 15. század – 16. század
Évtizedek: 1430-as évek – 1440-es évek – 1450-es évek – 1460-as évek – 1470-es évek – 1480-as évek – 1490-es évek – 1500-as évek – 1510-es évek – 1520-as évek – 1530-as évek
Évek: 1478 – 1479 – 1480 – 1481 –  1482 – 1483 – 1484 – 1485 – 1486 – 1487 – 1488

## Események

### Határozott dátumú események
- január 1. A zsidókat kiutasítják Andalúziából.[1]
- január 25. – Mátyás magyar király megerősíti az újonnan visszafoglalt Kőszeg város kiváltságait, a polgároknak öt évre vámmentességet biztosít és elrendeli, hogy ötévi adójukat a bástyák felépítésére fordítsák.[2]
- február 3. – Trónra lép I. Katalin navarrai királynő. (I. Ferenc Phoebus lánya  1517-ig uralkodik.)
- február 14. – Mátyás Sopron városát a hozzá tartozó falvakkal együtt három évre fölmenti az egyforintos adó és minden rendkívüli taksa alól.
- április 9. – Angliában trónra lép V. Eduárd angol király.[3] (Még ugyanezen év június 25-éjén nagybátyja, Richárd meggyilkoltatja.)
- június 25. – Koronázása előtt nagybátyja, Richárd, Glouchester hercege a Towerba záratja V. Eduárdot és testvérét, Richárd yorki herceget és III. Richárd néven elfoglalja a trónt.
- július 6. – Királlyá koronázzák III. Richárdot. (Richárd 1485-ig uralkodik.)
- augusztus 15. – A Sixtus-kápolna megnyitása.[4]
- augusztus 22. – Mátyás magyar király Stefano de Salernót, a mindeddig Budán tevékenykedő olasz orgonaépítőt és orgonamestert figyelmébe ajánlja Lorenzo de’ Medicinek, Firenze urának.
- október 29. – Vingárti Geréb Mátyás horvát-szlavón-dalmát bán seregével rajtaüt a Krajnában és Stájerországban portyázó török csapatokon.

### Határozatlan dátumú események
- április 
  - Mátyás seregei megszállják a Bécset körülvevő városokat (Stammersdorff, Kosterneuburg, Kahlenberg)[5]
  - Mátyás egyes török főurak felszólítására támogatást ígér Dzsem török hercegnek a szultáni trón elnyerésére. (A király utasítja a Rómában tartózkodó Rangoni Gábor bíboros egri püspököt, járjon közbe, hogy Dzsem török herceg mielőbb Magyarországra jöhessen; azonban az akció nem jár sikerrel!)
- október – III. Richárd angol király leveri a Buckingham hercege vezette felkelést.
- december – Mátyás király megbízottai öt évre fegyverszünetet kötnek II. Bajazid oszmán szultánnal.[5]
- az év folyamán
  - A londoni Towerban kivégzik William Hastingst.
  - Befejeződik a garamszentbenedeki bencés apátsági templom (Bars m.) átépítése, melyet csarnoktemplommá alakítják át.
  - Kitör a Buckingham-felkelés Angliában, miután Richárd, Glouchester hercege elfoglalja unokaöccse trónját.

## Születések
- február 14. – Bábur mogul sah a Mogul-dinasztia megalapítója Indiában (†1530).
- április 6. – Rafaello, itáliai festő és építész (†1520).
- október 16. – Gasparo Contarini, itáliai bíboros és diplomata (†1542).
- október 26. – Hans Buchner(wd) német orgonista, orgonaépítő és zeneszerző (†1538).
- november 10. – Luther Márton német lelkész és teológus, a reformáció elindítója (†1546).
- december 3. – Nicolaus Von Amsdorf, német protestáns hitújító.

## Halálozások
- február 3. – I. Ferenc Phoebus navarrai király.
- április 9. – IV. Eduárd angol király (* 1442).
- augusztus 30. – XI. Lajos francia király[6] (* 1423).
- június 25. – V. Eduárd angol király (valószínűleg meggyilkolták a Londoni Towerben) (* 1470).
- Richárd, York hercege (valószínűleg meggyilkolták a Londoni Towerben).
- Axayacatl, az Azték Birodalom hatodik királya